# Пінкард (Алабама)
Пінкард (англ. Pinckard) — місто (англ. town) в США, в окрузі Дейл штату Алабама. Населення — 582 особи (2020).

## Географія
Пінкард розташований за координатами 31°19′9″ пн. ш. 85°32′11″ зх. д. / 31.31917° пн. ш. 85.53639° зх. д. (31.319154, -85.536397).  За даними Бюро перепису населення США в 2010 році місто мало площу 13,84 км², з яких 13,81 км² — суходіл та 0,02 км² — водойми.

## Демографія
Згідно з переписом 2010 року, у місті мешкало 647 осіб у 275 домогосподарствах у складі 187 родин. Густота населення становила 47 осіб/км².  Було 298 помешкань (22/км²).
Расовий склад населення:
| - 83,8 % — білих - 12,7 % — чорних або афроамериканців - 0,6 % — корінних американців - 0,5 % — азіатів |

До двох чи більше рас належало 1,7 %. Частка іспаномовних становила 1,7 % від усіх жителів.
За віковим діапазоном населення розподілялося таким чином: 19,3 % — особи молодші 18 років, 63,1 % — особи у віці 18—64 років, 17,6 % — особи у віці 65 років та старші. Медіана віку мешканця становила 46,3 року. На 100 осіб жіночої статі у місті припадало 93,1 чоловіків;  на 100 жінок у віці від 18 років та старших — 95,5 чоловіків також старших 18 років.
Середній дохід на одне домашнє господарство  становив 50 268 доларів США (медіана — 31 042), а середній дохід на одну сім'ю — 59 260 доларів (медіана — 44 000). Медіана доходів становила 42 500 доларів для чоловіків та 19 583 долари для жінок. За межею бідності перебувало 13,0 % осіб, у тому числі 9,9 % дітей у віці до 18 років та 5,7 % осіб у віці 65 років та старших.
Цивільне працевлаштоване населення становило 192 особи. Основні галузі зайнятості: роздрібна торгівля — 14,1 %, мистецтво, розваги та відпочинок — 12,0 %, оптова торгівля — 11,5 %, фінанси, страхування та нерухомість — 11,5 %.